# Айча Айшин Туран
Айча Айшин Туран (тур. Ayça Ayşin Turan, нар. 25 жовтня 1992, місто Сіноп) — турецька акторка серіалів і кіно.

## Біографія
Мама Айчи Айшин Туран родом з міста Сіноп. Її родина по материнській лінії іммігрувала з Салонік до материкової Туреччини після грецького завоювання міста, коли Османська імперія розпалася. Її батько родом з Кастамону. Вона наймолодша з семи братів і сестер (п'ять хлопчиків і дві дівчинки). Айча захоплювалася акторською майстерністю та грою на скрипці в юному віці. Пізніше вона вивчала кіно на факультеті радіо та телебачення Стамбульського університету.

## Фільмографія
| Телебачення | Телебачення                | Телебачення      | Телебачення  |
| Рік         | Назва                      | Роль             | Канал        |
| ----------- | -------------------------- | ---------------- | ------------ |
| 2011-2012   | Dinle Sevgili              | Gülfem           | FOX          |
| 2013-2016   | Karagül                    | Ada Şamverdi     | FOX          |
| 2016        | Altınsoylar                | Burcu Kapan      | Kanal D      |
| 2017        | Altın Kelebek Ödülleri     | Kendisi          | Kanal D      |
| 2017-2018   | Meryem                     | Meryem Akça      | Kanal D      |
| 2020        | Zemheri                    | Firuze Pınar     | Show TV      |
| 2020-2021   | Arıza                      | Halide Gürkan    | Show TV      |
| 2021        | Menajerimi Ara             | Kendisi          | Star TV      |
| 2021        | Ada Masalı                 | Haziran Sedefli  | Star TV      |
| 2022        | O Ses Türkiye Yılbaşı Özel | Kendisi          | TV8          |
| 2023        | Kader Bağları              | Sevda Güneş      | FOX          |
| Серіали     |                            |                  |              |
| Рік         | Назва                      | Роль             | Платформа    |
| 2018-2020   | Hakan: Muhafız             | Leyla Sancak     | Netflix      |
| 2023        | Sen İnandır                | Sahra            | Netflix      |
| Yakında     | Gölgede 39 Derece          | Av. Kumru Tanyas | Amazon Prime |
| Кіно        |                            |                  |              |
| Рік         | Назва                      | Роль             | Тип          |
| 2015        | Sevimli Tehlikeli          | Zeliş            | Sinema filmi |
| 2024        | Sevmek Yüzünden            | İdil             | Sinema filmi |